# 仙台市交通局3000系電車
仙台市交通局3000系電車（せんだいしこうつうきょく3000けいでんしゃ）は、仙台市交通局が仙台市地下鉄南北線用として2023年（令和5年）から製造を開始した通勤形電車。2024年（令和6年）10月24日より営業運転を開始した。

## 概要
1987年（昭和62年）の南北線開業時から運行している1000N系が耐用年数を迎えることから、置き換えのために製造された。南北線では開業以来初めての新型車両である。
2022年度（令和4年度）より製造を開始し、2023年（令和5年）8月初めに1編成目が落成。9月11日に仙台港へ到着し、同日より富沢車両基地に搬入。基地内試験調整や本線走行試験を経て、2024年（令和6年）10月24日から営業運転を開始した。
今後2030年度（令和12年度）までに最大22編成88両を製造し、従来の1000N系を置き換える。
2024年（令和6年）10月16日、日立製作所と共同でグッドデザイン賞を受賞。

## 解説

### 車体
車体外板は耐食アルミニウム合金製のダブルスキン構造で、無塗装ヘアライン仕上げとして環境負荷低減と軽量化をねらっている。先頭車の車両長は1000N系の考え方を踏襲し全車で同じ定員を確保するため、中間車の20mに対して乗務員室の分だけ長い21.75mとなっている。
デザインコンセプトは「南北線車両からの進化」。先頭形状が「くの字型」であるほか、乗降扉の窓を楕円形とするなど、従来の1000N系のスタイルを継承する。また前面窓まわりはサイドまで回り込んだブラックフェイス化することで未来的な印象に仕立て、前照灯や後尾灯を前面ラインと一体化させて進化したイメージを創出した。側面には前面窓とのバランスを考慮した太さとなる、濃淡2色の緑色帯を上部に配置する。
なお、エクステリアデザインは3案の中から市交通局のホームページ、地下鉄駅設置の投票箱、および南北線沿線に所在する小学校の6年生生徒による投票で決定した。

### 車内
内装は1000N系の配色を受け継ぐカラーデザインとし、ホワイト系とグリーン系で仕上げた。座席は片持ち支持方式のロングシートで、ドア間は6人掛けの一般席、車端部は3人掛けの優先席としている。1人分の座席掛け幅は475 mmを確保した。
一般席のモケットは定禅寺通のケヤキ並木をモチーフとし、葉をあしらったようなグリーンの楕円模様を採用。優先席のモケットは暖かみのある赤を基調とした。袖仕切板は木目調となっている。
側窓は車椅子・ベビーカースペース部は固定窓、それ以外は開閉可能な下降窓（開口幅268 mm）とした。貫通扉は運転士の車内見通しの良さを確保するため全面ガラス張りとし、衝突防止ステッカーに仙台市ゆかりのモチーフを配置している。
車椅子やベビーカー等に対応した車椅子・ベビーカースペースが各車両に1か所ずつ設けられている。2段横手すりのうち下段には、介助者やベビーカー利用者の腰当てとしてクッションが巻き付けられた。バリアフリーのため車両は低床化し、従来最大で約6cmあったホームとの段差を約3cmまで縮小。さらに端部を傾斜形状に面取りすることで先端では約2cmとした。
全ての乗降口の上部に21.5インチ液晶ディスプレイ（LCD）式の車内案内表示器（PIS：Passenger Information System）を装備し、日本語・英語・中国語・韓国語の4か国語で行先や次駅、緊急時の案内表示を行う。障がい者団体との意見交換会での要望により、弱視の乗客にも見えやすいよう黒地に白字を採用した。
防犯対策として、1両あたり4台の防犯カメラが配置されている。LTE通信と非常通報検知機能により指令所等で車内の状況を速やかに把握できるほか、終点駅で降車しなかった乗客を認識し検知することが可能である。
戸閉装置にはラック・アンド・ピニオン方式の電気式戸閉装置を導入し、戸挟み時や引込み時にはドアの速度低下を検知して弛めと押し付けを自動で繰り返す。
空調装置は三菱電機製のCU788形集中式で、能力は52.33kW (45,000kcal/h) を有する。

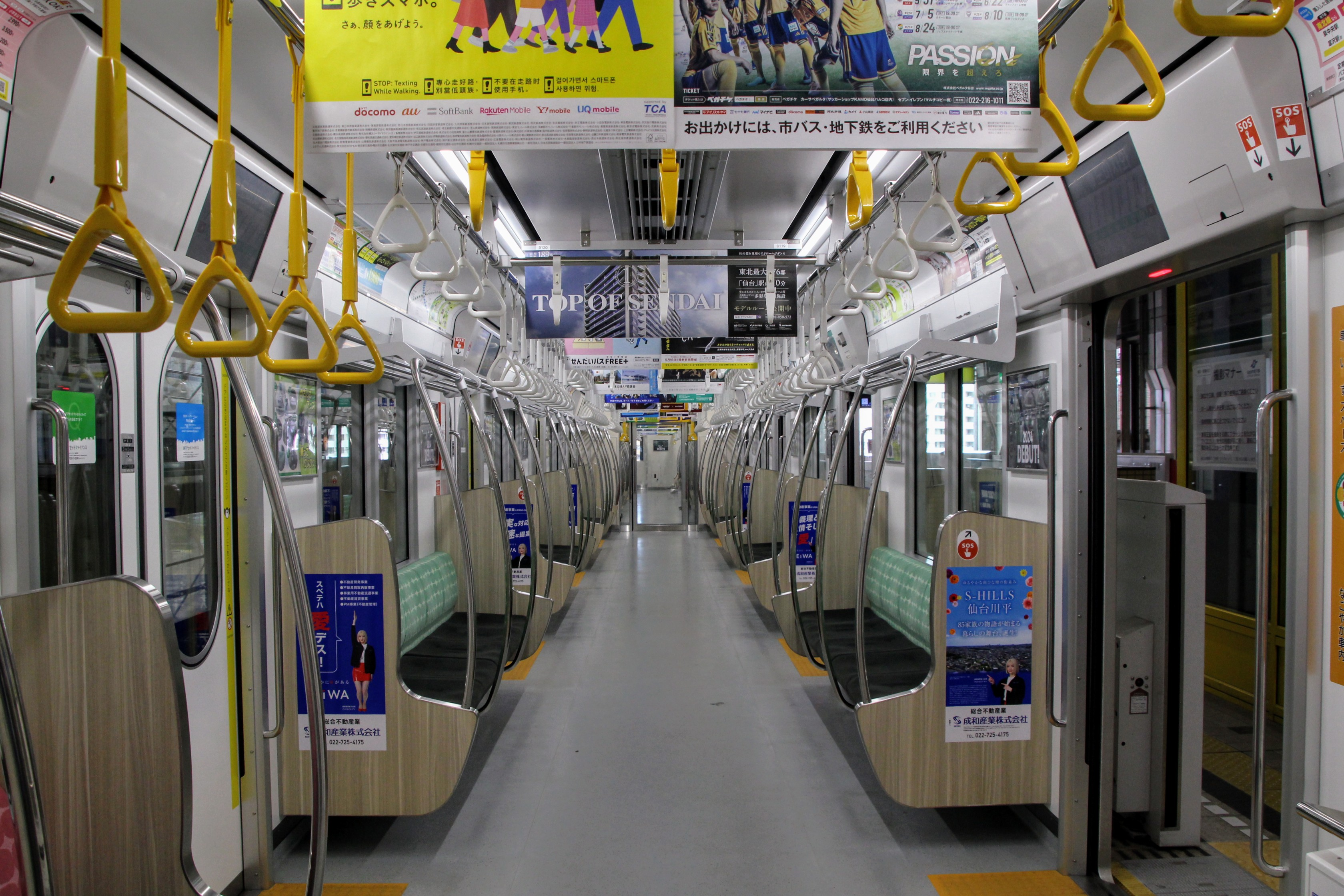
車内
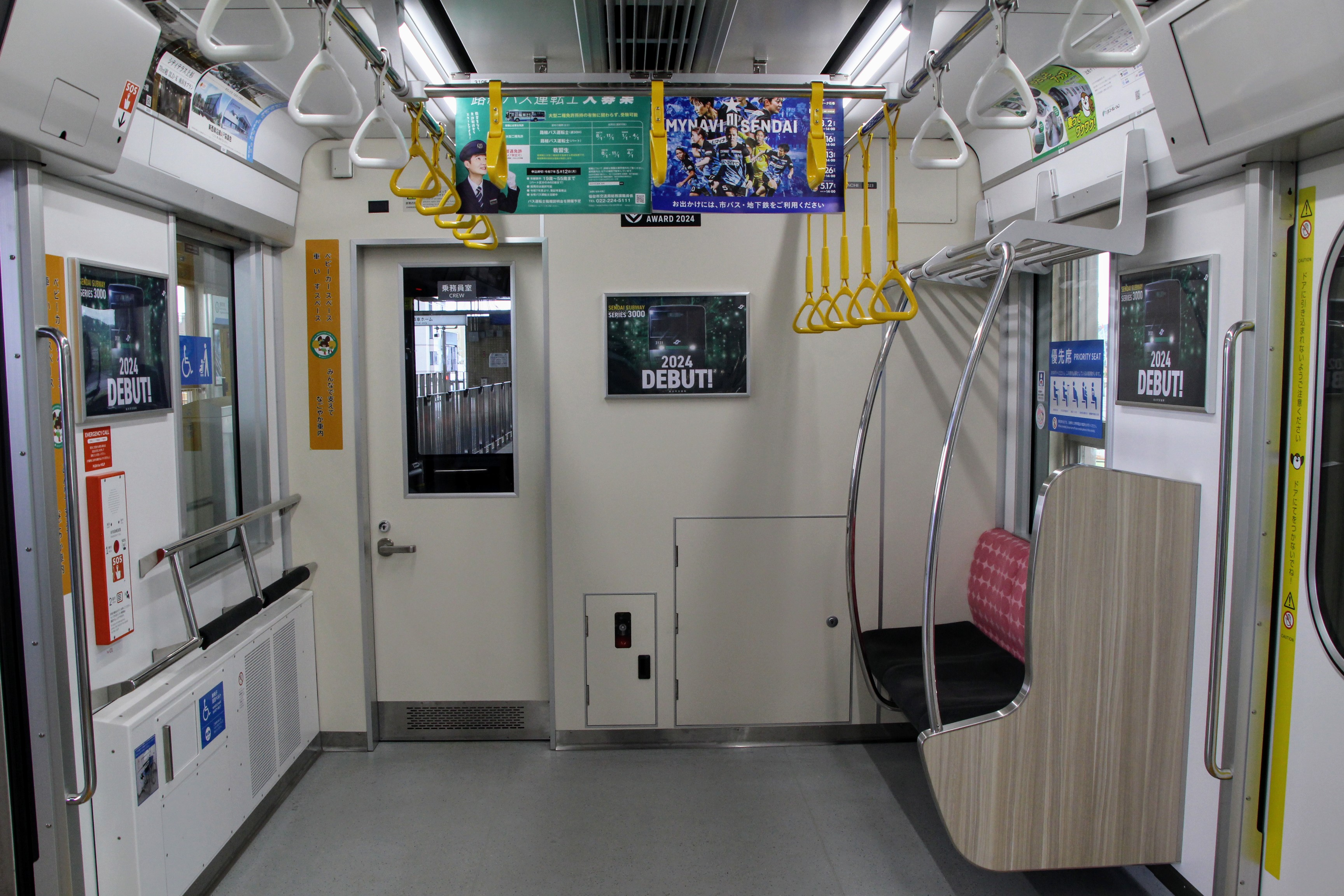
車椅子・ベビーカースペース
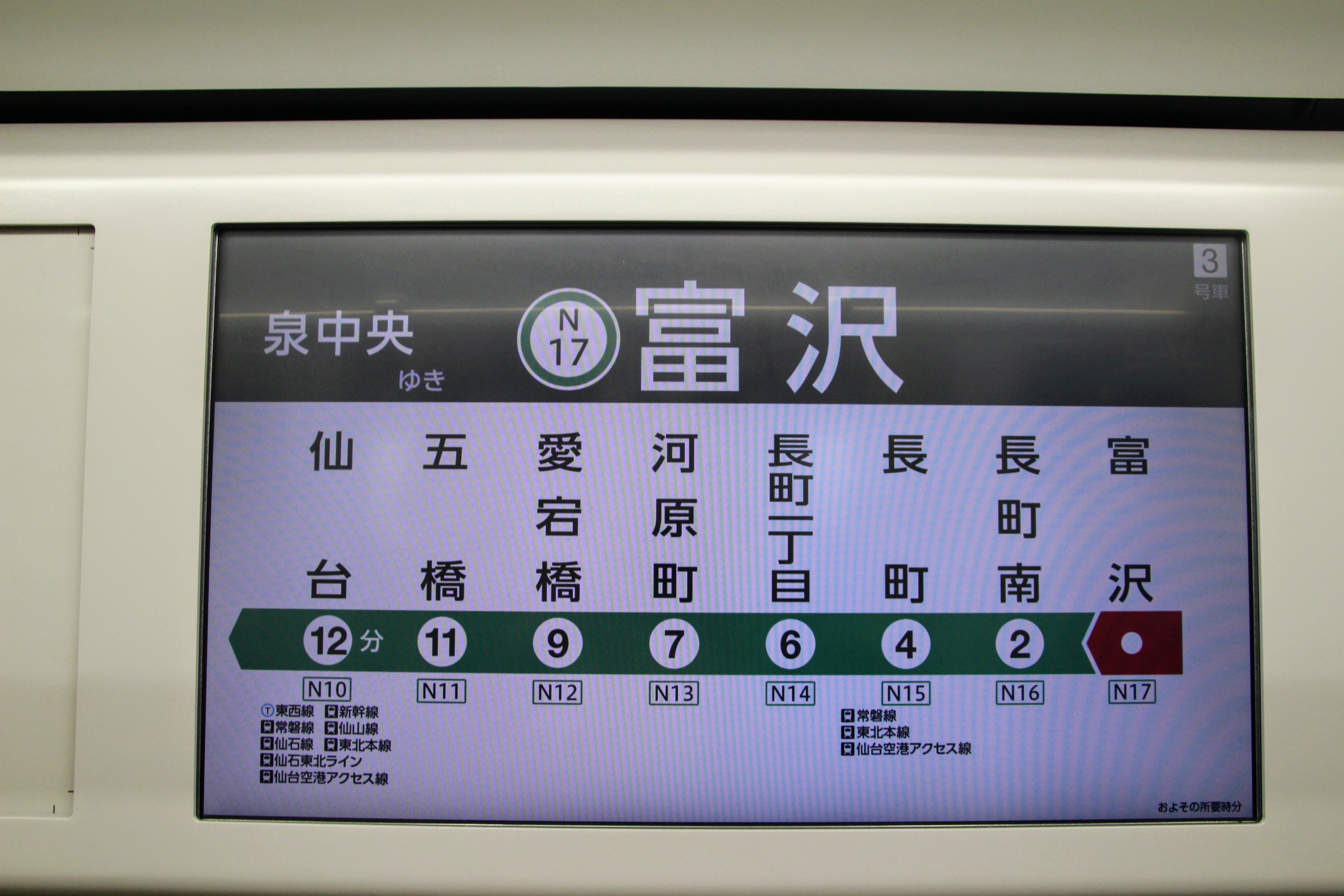
液晶式案内表示器

### 乗務員室
乗務員室内は黒色のカラーリング、主幹制御器は右手操作式ワンハンドルマスコン（力行1 - 4段・常用1 - 7ブレーキ、非常位置）を採用した。速度計や圧力計といった計器類は廃し、これらは液晶ディスプレイ（LCD）画面に表示するグラスコックピットを採用している。LCD画面は3基あり、左側からホーム監視映像表示器、日立製作所製車両情報管理装置「Synaptra（シナプトラ）」表示器、メーター表示器としている。なお、ATO運転時は、力行・ブレーキ操作とも28段ずつの多段制御を行い、乗り心地の向上を図っている。
乗務員室背面仕切壁は、配電盤などの機器設置スペースとしており、仕切窓は設置していない。

### 走行機器など
制御装置には日立製作所製のハイブリッドSiC素子（3,300V - 1,200A）による2レベルVVVFインバータ制御を採用した。主電動機は日立製作所製の160 kW出力 全閉外扇式かご形三相誘導電動機を使用している。補助電源装置は富士電機製の静止形インバータ (SIV・CDA2103形)を採用した。定格出力は160 kVAを有しており、中間車に1台ずつ搭載する。
台車は日本製鉄製のモノリンク式軸箱方式のボルスタレス台車で、形式は動力台車がSS193M形、付随台車はSS193形。基礎ブレーキは動力台車が片押し式の踏面ブレーキ（ユニットブレーキ）、付随台車は1軸2枚のディスクブレーキである。空気圧縮機はナブテスコ製のレシプロ式AR1544C-HS20-6形（吐出量 2,100 L/min）を各先頭車に搭載する。

## 形式
車両番号は、千位の数字は3000系の車系を示す3、百位の数字は車種（形式）を意味しており、下2桁は編成番号を表している。なお、第1編成の編成番号は31である。3400形と3500形は1000N系と同様、将来的な6両編成化に備え欠番となっている。
|          | ← 富沢泉中央 → |              |              |              |
| 号車     | 1              | 2            | 3            | 4            |
| 形式     | 3100形 (Tc1)   | 3200形 (M1)  | 3300形 (M2)  | 3600形 (Tc2) |
| 機器配置 | CP             | VVVF SIV,,BT | VVVF SIV,,BT | CP           |
| 車両重量 | 32.0 t         | 36.4 t       | 35.8 t       | 31.9 t       |
| 車両番号 | 3131 ：        | 3231 ：      | 3331 ：      | 3631 ：      |

凡例
- VVVF：VVVFインバータ装置、SIV：補助電源装置、CP：空気圧縮機、BT：蓄電池

## 沿革
- 2020年（令和2年）
  - 1月7日 - 仙台市交通局より、3000系電車の物品発注・入札実施（7区分）の告示が行われる[22]。
  - 2月28日 - 3000系電車の入札が開札され、告示された7区分すべての落札者が決定。このうち車体製造は日立製作所が担当することになり、総落札金額は175億807万4,000円になった[23]。
- 2021年（令和3年）
  - 3月 - 車両デザインの投票が行われる[7]。
  - 5月18日 - 仙台市のホームページで、車両デザインが決定したことが発表される[7]。
- 2023年（令和5年）
  - 9月11日 - 第1編成が仙台港に到着。富沢車両基地への搬入を開始[8]。
  - 11月 - 深夜における本線走行試験を開始[6][24]。
- 2024年（令和6年）
  - 2月14日 - 営業時間帯における本線走行試験を開始[24]。
  - 10月16日 - 2024年度グッドデザイン賞を受賞[25][26]。
  - 10月24日 - 営業運転開始[7][8][1]。